# Stor åslända
Stor åslända (Baetis rhodani) är en dagsländeart som först beskrevs av Francois Jules Pictet de la Rive 1843.  Stor åslända ingår i släktet Baetis, och familjen ådagsländor. Arten är reproducerande i Sverige.